# وب‌اکس‌آر
وب‌اکس‌آر (انگلیسی: WebXR) یک واسط برنامه‌نویسی کاربردی وب می‌باشد که پشتیبانی از دسترسی به دستگاه‌های واقعیت افزوده و واقعیت مجازی، مانند اچ‌تی‌سی وایو، آکیولوس ریفت، آکیولوس کوئست، گوگل کاردبرد، مایکروسافت هولولنز، مجیک لیپ یا واقعیت مجازی متن‌باز (اواس‌آروی) در یک مرورگر وب را توصیف می‌کند. دستگاه ای‌پی‌آی وب‌اکس‌آر و ای‌پی‌آی‌های مرتبط، استانداردهایی هستند که توسط گروه‌های اتحادیه وب جهان گستر، گروه جامعه وب همه‌جانبه و گروه کاری وب فراگیر تعریف شده‌اند. درحالی که گروه جامعه بر روی پیشنهادها در دوره نهفتگی کار می‌کند، گروه کاری، مشخصات نهایی وب را برای پیاده‌سازی توسط مرورگرها تعریف می‌کند.
وب‌وی‌آر یک ای‌پی‌آی وب آزمایشی بود که تنها قادر به نمایش واقعیت مجازی بوده و با وب‌اکس‌آر جایگزین شد.